# Verein für Leibesübungen Bochum 1848 2003-2004
Questa voce raccoglie le informazioni riguardanti il Verein für Leibesübungen Bochum 1848 nelle competizioni ufficiali della stagione 2003-2004.

## Stagione
Nella stagione 2003-2004 il Bochum, allenato da Peter Neururer, concluse il campionato di Bundesliga al 5º posto. In Coppa di Germania il Bochum fu eliminato al primo turno dallo Jahn Ratisbona. In Coppa di Lega il Bochum fu eliminato ai preliminari dal Borussia Dortmund.

## Rosa
| N. |                        | Ruolo | Calciatore          |
| -- | ---------------------- | ----- | ------------------- |
| 1  | Paesi Bassi (bandiera) | P     | Rein van Duijnhoven |
| 2  | Germania (bandiera)    | D     | Michael Bemben      |
| 3  | Germania (bandiera)    | D     | Martin Meichelbeck  |
| 5  | Danimarca (bandiera)   | D     | Søren Colding       |
| 6  | Camerun (bandiera)     | D     | Raymond Kalla       |
| 7  | Germania (bandiera)    | C     | Paul Freier         |
| 8  | Polonia (bandiera)     | C     | Tomasz Zdebel       |
| 9  | Danimarca (bandiera)   | A     | Peter Madsen        |
| 10 | Germania (bandiera)    | C     | Dariusz Wosz        |
| 12 | Paesi Bassi (bandiera) | D     | Anton Vriesde       |
| 13 | Germania (bandiera)    | P     | Christian Vander    |
| 14 | Islanda (bandiera)     | C     | Þórður Guðjónsson   |

| N. |                                | Ruolo | Calciatore        |
| -- | ------------------------------ | ----- | ----------------- |
| 15 | Germania (bandiera)            | D     | Frank Fahrenhorst |
| 16 | Iran (bandiera)                | A     | Vahid Hashemian   |
| 18 | Croazia (bandiera)             | C     | Filip Tapalović   |
| 19 | Senegal (bandiera)             | A     | Momo Diabang      |
| 20 | Serbia e Montenegro (bandiera) | C     | Miroslav Stević   |
| 21 | Sudafrica (bandiera)           | A     | Delron Buckley    |
| 22 | Brasile (bandiera)             | C     | Edu               |
| 23 | Turchia (bandiera)             | C     | Ersan Tekkan      |
| 24 | Germania (bandiera)            | D     | Philipp Bönig     |
| 25 | Germania (bandiera)            | C     | Sascha Höhle      |
| 26 | Italia (bandiera)              | A     | Luciano Velardi   |
| 33 | Germania (bandiera)            | P     | Bastian Görrissen |

## Organigramma societario
Area tecnica
- Allenatore: Peter Neururer
- Allenatore in seconda: Frank Heinemann, Nicolas Michaty
- Preparatore dei portieri:
- Preparatori atletici:

## Calciomercato

### Sessione estiva
| Acquisti | Acquisti          | Acquisti          | Acquisti |
| R.       | Nome              | da                | Modalità |
| -------- | ----------------- | ----------------- | -------- |
| C        | Edu               | Náutico           |          |
| D        | Philipp Bönig     | Duisburg          |          |
| A        | Momo Diabang      | Arminia Bielefeld |          |
| C        | Bjarni Guðjónsson | Stoke City        |          |
| A        | Peter Madsen      | Wolfsburg         |          |
| C        | Tomasz Zdebel     | Gençlerbirliği    |          |

| Cessioni | Cessioni                | Cessioni      | Cessioni |
| R.       | Nome                    | da            | Modalità |
| -------- | ----------------------- | ------------- | -------- |
| A        | Thomas Christiansen     | Hannover 96   |          |
| C        | Björn Joppe             | Union Berlino |          |
| C        | Sergey Mandreko         | Mattersburg   |          |
| D        | Thomas Reis             | Augusta       |          |
| C        | Sebastian Schindzielorz | Colonia       |          |

### Sessione invernale
| Acquisti | Acquisti | Acquisti | Acquisti |
| R.       | Nome     | da       | Modalità |
| -------- | -------- | -------- | -------- |

| Cessioni | Cessioni          | Cessioni             | Cessioni |
| R.       | Nome              | da                   | Modalità |
| -------- | ----------------- | -------------------- | -------- |
| P        | Toni Tapalović    | Uerdingen 05         |          |
| C        | Bjarni Guðjónsson | Coventry City        |          |
| C        | Cristian Fiél     | Alemannia Aquisgrana |          |

## Risultati

### Bundesliga

#### Girone di andata
| Arbitro: | Stark |

|                                    |           |                            |
| Thiam 10’ Klimowicz 15’ Petrov 75’ | Marcatori | 38’ Madsen 44’ Fahrenhorst |

| Arbitro: | Wagner |

|            |           |              |
| Madsen 30’ | Marcatori | 19’ Takahara |

| Arbitro: | Gagelmann |

|                         |           |  |
| Pizarro 20’ Deisler 26’ | Marcatori |  |

| Arbitro: | Kemmling |

|            |           |  |
| Zdebel 64’ | Marcatori |  |

| Arbitro: | Merk |

|  |           |                              |
|  | Marcatori | 46’ Hashemian 90’ Guðjónsson |

| Arbitro: | Sippel |

|                          |           |                   |
| Zdebel 45’ Hashemian 72’ | Marcatori | 6’, 66’ Neuendorf |

| Arbitro: | Koop |

|                         |           |                        |
| van Lent 5’ (rig.), 90’ | Marcatori | 60’ Diabang 90’ Madsen |

| Arbitro: | Stark |

|                                    |           |  |
| Hashemian 49’, 83’ Madsen 60’, 90’ | Marcatori |  |

| Arbitro: | Wagner |

|  |           |                             |
|  | Marcatori | 65’ Fahrenhorst 78’ Diabang |

| Arbitro: | Fröhlich |

|                              |           |  |
| Hashemian 7’, 57’ Oliseh 79’ | Marcatori |  |

| Arbitro: | Trautmann |

|                            |           |               |
| Lauth 50’, 66’ (rig.), 78’ | Marcatori | 35’ Hashemian |

| Arbitro: | Meyer |

|                                              |           |  |
| Hashemian 7’ Madsen 15’ Kalla 45’ Stević 88’ | Marcatori |  |

| Arbitro: | Merk |

|                            |           |                 |
| Ailton 6’, 14’, 50’ (rig.) | Marcatori | 75’ Fahrenhorst |

| Bochum 29 novembre 2003, ore 15:30 CET 14ª giornata | Bochum    | 0 – 0 referto | Stoccarda | Ruhrstadion (30 088 spett.)\| Arbitro: \| Steinborn \| |
| Arbitro:                                            | Steinborn |               |           |                                                        |

| Arbitro: | Fandel |

|                              |           |                          |
| Antar 3’, 11’, 80’ Sanou 23’ | Marcatori | 13’ Hashemian 25’ Madsen |

| Arbitro: | Weiner |

|               |           |  |
| Hashemian 21’ | Marcatori |  |

| Arbitro: | Kircher |

|                           |           |                          |
| Brdarić 18’ de Guzmán 62’ | Marcatori | 53’ Madsen 75’ Hashemian |

#### Girone di ritorno
| Arbitro: | Sippel |

|                 |           |  |
| Fahrenhorst 35’ | Marcatori |  |

| Arbitro: | Schmidt |

|           |           |             |
| Romeo 82’ | Marcatori | 70’ Colding |

| Arbitro: | Wagner |

|           |           |  |
| Madsen 9’ | Marcatori |  |

| Arbitro: | Albrecht |

|              |           |                                      |
| Berbatov 59’ | Marcatori | 52’ Meichelbeck 54’ Wosz 73’ Diabang |

| Bochum 28 febbraio 2004, ore 15:30 CET 22ª giornata | Bochum | 0 – 0 referto | Hansa Rostock | Ruhrstadion (25 110 spett.)\| Arbitro: \| Weiner \| |
| Arbitro:                                            | Weiner |               |               |                                                     |

| Arbitro: | Trautmann |

|             |           |                 |
| Paraíba 20’ | Marcatori | 57’ Fahrenhorst |

| Arbitro: | Meyer |

|                   |           |  |
| Ašanin 88’ (aut.) | Marcatori |  |

| Arbitro: | Sippel |

|                  |           |                        |
| Lokvenc 55’, 64’ | Marcatori | 15’ Hashemian 44’ Wosz |

| Arbitro: | Kircher |

|                 |           |                         |
| Meichelbeck 24’ | Marcatori | 78’ Kläsener 83’ Delura |

| Arbitro: | Fandel |

|                                                      |           |            |
| Koller 9’ Gambino 30’ Frings 45’ Ewerthon 53’ (rig.) | Marcatori | 14’ Madsen |

| Arbitro: | Koop |

|                                           |           |  |
| Hashemian 26’, 39’ Madsen 61’ Diabang 81’ | Marcatori |  |

| Arbitro: | Wack |

|              |           |                          |
| Podolski 54’ | Marcatori | 26’ Wosz 66’ Fahrenhorst |

| Bochum 25 aprile 2004, ore 17:30 CEST 30ª giornata | Bochum    | 0 – 0 referto | Werder Brema | Ruhrstadion (32 645 spett.)\| Arbitro: \| Fleischer \| |
| Arbitro:                                           | Fleischer |               |              |                                                        |

| Arbitro: | Merk |

|           |           |                 |
| Cacau 31’ | Marcatori | 58’ Meichelbeck |

| Arbitro: | Sippel |

|                                          |           |  |
| Madsen 2’ Hashemian 53’ Cairo 68’ (aut.) | Marcatori |  |

| Arbitro: | Kemmling |

|                                     |           |                        |
| Preuß 13’ Puljiz 19’ Amanatidīs 51’ | Marcatori | 31’ Hashemian 49’ Wosz |

| Arbitro: | Wack |

|                                       |           |                  |
| Madsen 26’ Freier 76’ Fahrenhorst 88’ | Marcatori | 42’ Christiansen |

### Coppa di Germania
| Arbitro: | Raquet |

|                            |           |               |
| Tölcseres 19’ Knackmuß 76’ | Marcatori | 83’ Hashemian |

### Coppa di Lega
| Arbitro: | Sippel |

|                         |           |               |
| Rosický 30’ Amoroso 33’ | Marcatori | 38’ Hashemian |

## Statistiche

### Statistiche di squadra
| Competizione      | Punti | In casa | In casa | In casa | In casa | In casa | In casa | In trasferta | In trasferta | In trasferta | In trasferta | In trasferta | In trasferta | Totale | Totale | Totale | Totale | Totale | Totale | DR  |
| Competizione      | Punti | G       | V       | N       | P       | Gf      | Gs      | G            | V            | N            | P            | Gf           | Gs           | G      | V      | N      | P      | Gf     | Gs     | DR  |
| ----------------- | ----- | ------- | ------- | ------- | ------- | ------- | ------- | ------------ | ------------ | ------------ | ------------ | ------------ | ------------ | ------ | ------ | ------ | ------ | ------ | ------ | --- |
| Bundesliga        | 56    | 17      | 11      | 5       | 1       | 30      | 6       | 17           | 4            | 6            | 7            | 27           | 33           | 34     | 15     | 11     | 8      | 57     | 39     | +18 |
| Coppa di Germania | -     | 0       | 0       | 0       | 0       | 0       | 0       | 1            | 0            | 0            | 1            | 1            | 2            | 1      | 0      | 0      | 1      | 1      | 2      | -1  |
| Coppa di Lega     | -     | 0       | 0       | 0       | 0       | 0       | 0       | 1            | 0            | 0            | 1            | 1            | 2            | 1      | 0      | 0      | 1      | 1      | 2      | -1  |
| Totale            | 56    | 17      | 11      | 5       | 1       | 30      | 6       | 19           | 4            | 6            | 9            | 29           | 37           | 36     | 15     | 11     | 10     | 59     | 43     | +16 |

### Andamento in campionato
| Giornata  | 1  | 2  | 3  | 4  | 5 | 6  | 7  | 8 | 9 | 10 | 11 | 12 | 13 | 14 | 15 | 16 | 17 | 18 | 19 | 20 | 21 | 22 | 23 | 24 | 25 | 26 | 27 | 28 | 29 | 30 | 31 | 32 | 33 | 34 |
| --------- | -- | -- | -- | -- | - | -- | -- | - | - | -- | -- | -- | -- | -- | -- | -- | -- | -- | -- | -- | -- | -- | -- | -- | -- | -- | -- | -- | -- | -- | -- | -- | -- | -- |
| Luogo     | T  | C  | T  | C  | T | C  | T  | C | T | C  | T  | C  | T  | C  | T  | C  | T  | C  | T  | C  | T  | C  | T  | C  | T  | C  | T  | C  | T  | C  | T  | C  | T  | C  |
| Risultato | P  | N  | P  | V  | V | N  | N  | V | V | V  | P  | V  | P  | N  | P  | V  | N  | V  | N  | V  | V  | N  | N  | V  | N  | P  | P  | V  | V  | N  | N  | V  | P  | V  |
| Posizione | 11 | 11 | 14 | 12 | 9 | 10 | 10 | 6 | 6 | 6  | 6  | 6  | 6  | 6  | 6  | 5  | 5  | 5  | 5  | 5  | 5  | 4  | 4  | 4  | 5  | 5  | 7  | 5  | 5  | 5  | 6  | 5  | 6  | 5  |

Legenda:

Luogo: C = Casa; T = Trasferta. Risultato: V = Vittoria; N = Pareggio; P = Sconfitta.

### Statistiche dei giocatori
| Giocatore         | Bundesliga | Bundesliga | Bundesliga  | Bundesliga | Coppa di Germania | Coppa di Germania | Coppa di Germania | Coppa di Germania | Coppa di Lega | Coppa di Lega | Coppa di Lega | Coppa di Lega | Totale   | Totale | Totale      | Totale     |
| Giocatore         | Presenze   | Reti       | Ammonizioni | Espulsioni | Presenze          | Reti              | Ammonizioni       | Espulsioni        | Presenze      | Reti          | Ammonizioni   | Espulsioni    | Presenze | Reti   | Ammonizioni | Espulsioni |
| ----------------- | ---------- | ---------- | ----------- | ---------- | ----------------- | ----------------- | ----------------- | ----------------- | ------------- | ------------- | ------------- | ------------- | -------- | ------ | ----------- | ---------- |
| M. Bemben         | 10         | 0          | 0           | 0          | 1                 | 0                 | 0                 | 0                 | 0             | 0             | 0             | 0             | 11       | 0      | 0           | 0          |
| D. Buckley        | 20         | 0          | 1           | 0          | 1                 | 0                 | 0                 | 0                 | 1             | 0             | 0             | 0             | 22       | 0      | 1           | 0          |
| P. Bönig          | 28         | 0          | 3           | 0          | 1                 | 0                 | 0                 | 0                 | 1             | 0             | 0             | 0             | 30       | 0      | 3           | 0          |
| S. Colding        | 33         | 1          | 6           | 0          | 1                 | 0                 | 0                 | 0                 | 1             | 0             | 0             | 0             | 35       | 1      | 6           | 0          |
| M. Diabang        | 24         | 4          | 1           | 0          | 1                 | 0                 | 0                 | 0                 | 1             | 0             | 1             | 0             | 26       | 4      | 2           | 0          |
| E. Edu            | 13         | 0          | 4           | 0          | 0                 | 0                 | 0                 | 0                 | 0             | 0             | 0             | 0             | 13       | 0      | 4           | 0          |
| F. Fahrenhorst    | 33         | 7          | 3           | 0          | 1                 | 0                 | 0                 | 0                 | 1             | 0             | 0             | 0             | 35       | 7      | 3           | 0          |
| C. Fiél           | 0          | 0          | 0           | 0          | 0                 | 0                 | 0                 | 0                 | 0             | 0             | 0             | 0             | 0        | 0      | 0           | 0          |
| P. Freier         | 27         | 1          | 5           | 0          | 1                 | 0                 | 0                 | 0                 | 1             | 0             | 0             | 0             | 29       | 1      | 5           | 0          |
| B. Guðjónsson     | 4          | 1          | 1           | 0          | 1                 | 0                 | 0                 | 0                 | 1             | 0             | 0             | 0             | 6        | 1      | 1           | 0          |
| Þ. Guðjónsson     | 12         | 0          | 1           | 0          | 1                 | 0                 | 1                 | 0                 | 0             | 0             | 0             | 0             | 13       | 0      | 2           | 0          |
| B. Görrissen      | 0          | 0          | 0           | 0          | 0                 | 0                 | 0                 | 0                 | 0             | 0             | 0             | 0             | 0        | 0      | 0           | 0          |
| V. Hashemian      | 32         | 16         | 2           | 0          | 1                 | 1                 | 0                 | 0                 | 1             | 1             | 0             | 0             | 34       | 18     | 2           | 0          |
| S. Höhle          | 0          | 0          | 0           | 0          | 0                 | 0                 | 0                 | 0                 | 0             | 0             | 0             | 0             | 0        | 0      | 0           | 0          |
| R. Kalla          | 28         | 1          | 7           | 0          | 1                 | 0                 | 0                 | 0                 | 1             | 0             | 0             | 0             | 30       | 1      | 7           | 0          |
| P. Madsen         | 32         | 13         | 5           | 0          | 1                 | 0                 | 0                 | 0                 | 0             | 0             | 0             | 0             | 33       | 13     | 5           | 0          |
| M. Meichelbeck    | 12         | 3          | 4           | 0          | 0                 | 0                 | 0                 | 0                 | 0             | 0             | 0             | 0             | 12       | 3      | 4           | 0          |
| S. Oliseh         | 21         | 1          | 5           | 0          | 0                 | 0                 | 0                 | 0                 | 1             | 0             | 0             | 0             | 22       | 1      | 5           | 0          |
| M. Stević         | 21         | 1          | 3           | 0          | 0                 | 0                 | 0                 | 0                 | 0             | 0             | 0             | 0             | 21       | 1      | 3           | 0          |
| F. Tapalović      | 12         | 0          | 0           | 0          | 0                 | 0                 | 0                 | 0                 | 1             | 0             | 0             | 0             | 13       | 0      | 0           | 0          |
| T. Tapalović      | 0          | 0          | 0           | 0          | 0                 | 0                 | 0                 | 0                 | 0             | 0             | 0             | 0             | 0        | 0      | 0           | 0          |
| E. Tekkan         | 0          | 0          | 0           | 0          | 0                 | 0                 | 0                 | 0                 | 0             | 0             | 0             | 0             | 0        | 0      | 0           | 0          |
| C. Vander         | 0          | 0          | 0           | 0          | 1                 | 0                 | 0                 | 0                 | 0             | 0             | 0             | 0             | 1        | 0      | 0           | 0          |
| L. Velardi        | 0          | 0          | 0           | 0          | 0                 | 0                 | 0                 | 0                 | 0             | 0             | 0             | 0             | 0        | 0      | 0           | 0          |
| A. Vriesde        | 10         | 0          | 2           | 0          | 0                 | 0                 | 0                 | 0                 | 0             | 0             | 0             | 0             | 10       | 0      | 2           | 0          |
| D. Wosz           | 33         | 4          | 5           | 0          | 0                 | 0                 | 0                 | 0                 | 1             | 0             | 0             | 0             | 34       | 4      | 5           | 0          |
| T. Zdebel         | 34         | 2          | 4           | 0          | 1                 | 0                 | 0                 | 0                 | 1             | 0             | 0             | 0             | 36       | 2      | 4           | 0          |
| R. van Duijnhoven | 34         | 0          | 2           | 0          | 0                 | 0                 | 0                 | 0                 | 1             | 0             | 0             | 0             | 35       | 0      | 2           | 0          |